# Clidemia buntingii
Clidemia buntingii är en tvåhjärtbladig växtart som beskrevs av John Julius Wurdack. Clidemia buntingii ingår i släktet Clidemia och familjen Melastomataceae.
Artens utbredningsområde är Venezuela. Inga underarter finns listade i Catalogue of Life.